# Palagruško otočje
Palagruško otočje je pučinsko otočje od desetak bliskih otoka i otočića nasred Jadranskog mora, 68 nautičkih milja južno od Splita, na hrvatskom dijelu Jadrana. Nalazi se u općini Komiža, u Splitsko-dalmatinskoj županiji.
Glavni otok je Vela Palagruža sa svjetionikom "Palagruža", visok 92 m, dug 1400 i širok 300 m. Zapadno od Vele Palagruže su hridi Volići (Volić Veli i Volić Mali) i hrid Pupak. Uz južnu obalu Vele Palagruže su Sika od žala i Sika od Konfina.
Jugoistočno od Vele Palagruže je klisurasti otok Mala Palagruža, visok 51 m. Dalje prema sjeveroistoku je veći klisurasti Kamik od tramuntane i manji Pupak od levanta, a na jugoistoku, tek 10-ak metara od Male Palagruže, je strmi Kamik od oštra. Južno od Male Palagruže je hrid Baba, u plimi pod morem, uz koju se nalaze ostaci brodoloma iz 1. stoljeća, a istočno hrid Gaće. Sjeverno uz obalu Male palagruže je Sika od Križa.
Tri milje od Palagruže daleko na jugoistoku je niži otočić Galijula (11 m), na kojemu leži najjužnija kopnena točka Hrvatske, a oko nje su izmjereni olujni valovi visoki do 9 m. Oko 700 metara u smjeru istok-jugoistok nalazi se plićina Pupak. Ponekad, za velike oseke, ova hrid viri tik nad površinom, pa je u tim trenucima ona, a ne Galijula, najjužnija točka Hrvatske.

## Uvale i plaže
Vela Palagruža je uski klisurasti greben u smjeru istok-zapad, većinom s nedostupnim strmim obalama i dvije manje pješčane uvale, Zola na jugu i Stara Vlaka na sjeverozapadu. Na zapadu završava rtom Kapić, a na istoku rtom Mondefust. Na klisurastoj Mala Palagruži je jedina dostupna uvala sa žalom Medvidina na istočnoj obali, dok su ostali stjenoviti i visoki otočići teško dostupni. 